# Winter Special Gift
Albums de Lay
Lay 02 Sheep
(2017) Namanana
(2018)
Singles
1. Goodbye Christmas
Sortie : 22 décembre 2017

Winter Special Gift est le second EP de l'artiste et acteur chinois Lay (Zhang Yixing), un des membres du boys band sud-coréano-chinois EXO, sorti le 22 décembre 2017 en Chine par Tencent sur les applications musicales QQ Music, KuGou et Kuwo. C'est le premier mini-album ayant pour thème Noël.

## Contexte et sortie
Le 21 décembre, Lay a annoncé via une vidéo postée sur le compte Weibo de Kuwo Music, qu'il allait sortir un mini-album spécial Noël. Il a notamment annoncé que l'EP s'initulera "Winter Special Gift" et qu'il sortira le lendemain à 10h07 en Chine. Le jour même de la sortie de l'opus, le clip de la chanson principale, "Goodbye Christmas", a été mise en ligne.

## Succès commercial
D'après le compte Weibo de QQ Music, le mini-album "Winter Special Gift" a été certifié double disque de platine car il a été vendu à plus de 2 millions de yen (¥) soit plus de 260 700 € sur la plateforme.

## Liste des titres
| Winter Special Gift | Winter Special Gift          | Winter Special Gift | Winter Special Gift     | Winter Special Gift | Winter Special Gift | Winter Special Gift | Winter Special Gift | Winter Special Gift | Winter Special Gift |
| No                  | Titre                        | Auteur              | Producteur(s)           | Durée               |                     |                     |                     |                     |                     |
| ------------------- | ---------------------------- | ------------------- | ----------------------- | ------------------- | ------------------- | ------------------- | ------------------- | ------------------- | ------------------- |
| 1.                  | Goodbye Christmas (聖誕又至) | Liu Yuan            | Lay, Onestar            | 04:40               |                     |                     |                     |                     |                     |
| 2.                  | Can you feel me (你的感覺)   | Sun Yi En           | Lay, Qi Zhe Xi, Onestar | 02:50               |                     |                     |                     |                     |                     |
| 3.                  | Christmas Love (聖誕的愛)    | Wang Yajun          | Lay, Onestar            | 03:15               |                     |                     |                     |                     |                     |
| 4.                  | Gift to XBACK (小小禮物)     | Lay                 | Lay, Command Freaks     | 03:46               |                     |                     |                     |                     |                     |
| 5.                  | Goodbye Christmas (Eng Ver.) | Onestar             | Lay, Onestar            | 04:40               |                     |                     |                     |                     |                     |
| 6.                  | Goodbye Christmas (Inst.)    |                     | Lay, Onestar            | 04:40               |                     |                     |                     |                     |                     |
| 22:31               |                              |                     |                         |                     |                     |                     |                     |                     |                     |

## Classements

### Classements hebdomadaires
| Classement                  | Meilleure position |
| --------------------------- | ------------------ |
| Chinese Singles (YinYueTai) | 2                  |
| Chinese Singles (QQ Music)  | 3                  |
| US World Albums (Billboard) | 8                  |

## Ventes
| Pays       | Ventes  |
| ---------- | ------- |
| China (DL) | 911 110 |

## Historique de sortie
| Pays         | Date             | Format               | Label                     |
| ------------ | ---------------- | -------------------- | ------------------------- |
| Chine        | 22 décembre 2017 | Téléchargement légal | Tencent                   |
| Monde entier | 22 décembre 2017 | Téléchargement légal | SM Entertainment, Tencent |
| Corée du Sud | 23 décembre 2017 | Téléchargement légal | SM Entertainment          |